# متلازمة الشعر غير القابل للتمشيط
متلازمة الشعر غير قابل للتمشيط (بالإنجليزية: Uncombable hair syndrome)‏ أو بروز قُنية مثلث الشَعر (باللاتينية: Pili trianguli et canaliculi):639 أو الشعر ذو النسيج الزجاجي (بالإنجليزية: Spun-glass hair)‏ أو الشعر غير القابل للتمشيط (بالفرنسية: Cheveux incoiffables)‏:765 هو شُذوذ بنيوي في الشَعر ويكون على دراجات مُتغيرة من التأثير، وقد لُوحظ للمرة الأولى في أوائل القرن العِشرين وتم وَصفه في عقد عام 1970، ويُصبح هذا المرض واضحاً بالفترة ما بين 3 أشهر كأقل حد حتى 12 عام.

## الظهور

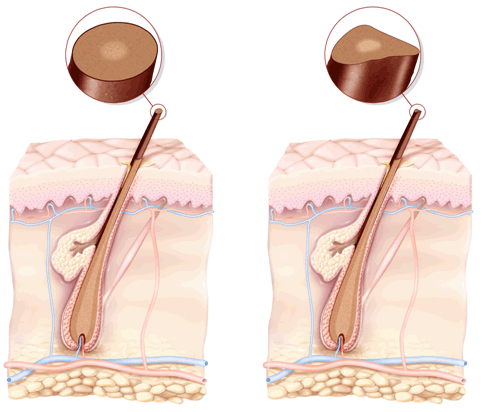
ساق شعرة طبيعية (يسار)، ساق شعرة في متلازمة الشعر غير القابل للتمشيط (يمين)

يَكون الشَعر طبيعي في الكِمية، وعادةً ما يكون فِضي-أشقر اللون أو يُشبه لون القش، ولكن الخلل يكمن في عدم القدرة على ضبطه، حيثُ أنهُ يبرز من فروة الرأس ولا يُمكن تَمشيطه، ويعود الأمر إلى حدوث شذوذ في الهيكل الأساسي في التلم الطولي لساق الشَعر، والذي يظهر على شَكل مُثلث في المقطع العَرضي.
عادةً لا يُوجد تاريخ عائلي للمتلازمة، ولكن بالرغم من ذلكَ فإنهُ يُمكن تحديد شذوذ ساق الشَعر في الأفراد الذين لا يُظهرون الأعراض من خلال إجراء مسح مجهري إلكتروني للشَعر، ولكي يتم مُلاحظتها وتُظهر الأعراض يَجب أن تكون 50% من الشَعر لديها شذوذ في الساق. غالباً ما يَحدث التَحسي في مرحلة الطفولة اللاحقة.

## التاريخ
تم الإبلاغ عن حالة مُحتملة من متلازمة الشعر غير القابل للتمشيط في عام 1912، وقد وُصفت هذه المُتلازمة في عام 1973 مِن قبل دوبري وَروشيتشيولي وَبونافي.

## حالات مُشابهة
قد تُظهر بعض المُتلازمات المُتضمنة اضطرابات في الشعر مَلامح متلازمة الشَعر غير القابل للتمشيط، مِثل متلازمة راب-هودجكين وَمتلازمة طور نمو الشعرة الطليق وَمتلازمة انعدام الأصابع وخلل تنسج أديمي ظاهر وفلح (خلل التنسج الأديمي الظاهر وَانعدام الأصابع وَفلح الشفة والحنك)، ولكن بالرغم من ذلك فإنَّ متلازمة الشعر غير القابل للتمشيط تختلف في أنها تكون وَحيدة وغير مصحوبة باضطرابات جسدية أو عصبية أو عَقلية.

## روابط خارجية
- Uncombable hair syndrome في معاهد الصحة الوطنية الأمريكية للأمراض النادرة

ِِ